# Thespesia fissicalyx
Thespesia fissicalyx är en malvaväxtart som beskrevs av Van Borss. Waalk.. Thespesia fissicalyx ingår i släktet Thespesia och familjen malvaväxter. Inga underarter finns listade i Catalogue of Life.